# Passer (rod)
Passer (česky vrabec) je rod vrabcovitého ptáka. Většina zástupců rodu se nachází v teplých otevřených stanovištích Afriky (rod se na tomto kontinentu vyvinul) a na jihu Eurasie. Několik druhů se přizpůsobilo lidskému osídlení, což umožnilo například vrabci domácímu (Passer domesticus) rozšířit se do areálu většího než byl jeho původní rozsah výskytu. K jeho vysazení pak došlo v mnoha částech světa, například v Americe nebo Austrálii. V menší míře byli introdukováni i vrabci polní (Passer montanus).
Vrabci z rodu Passer jsou malí ptáci se silnými kuželovitými zobáky, zabarvení hnědě až šedavě, často s černými, žlutými či bílými znaky. Obvykle dosahují velikosti mezi 10 až 20 cm, nejmenší vrabec kaštanový (Passer eminibey) měří asi 11,4 cm a váží 14,4 g, největší druh, vrabec běloskvrnný (Passer gongonensis), dosahuje velikosti 18 cm a hmotnosti 42 g.
Vrabci jsou většinou společenští a tvoří velká hejna. Živí se hlavně semeny, avšak mohou lapat (zvláště v době reprodukce) i hmyz. Svá neupravená hnízda si vrabci z tohoto rodu stavějí například v dutinách stromů, v budovách, či je přistavují k hnízdům jiných druhů ptáků (čáp bílý). Snůška činí až osm vajíček, o která se starají oba rodiče obyčejně 12 až 14 dní. O mláďata následně pečují dalších 14 až 24 dnů.

## Přehled taxonů
| Český název                            | Latinský název                                                           | Obrázek | Domovina                                   | Poznámka                                                                  | cizí názvy                                               |
| -------------------------------------- | ------------------------------------------------------------------------ | ------- | ------------------------------------------ | ------------------------------------------------------------------------- | -------------------------------------------------------- |
| vrabec běloskvrnný                     | Passer gongonensis (Oustalet, 1890)                                      |         | východní Afrika                            |                                                                           | en: Parrot-billed sparrow de: Papageischnabelsperling    |
| vrabec domácí                          | Passer domesticus (Linnaeus, 1758)                                       |         | Eurasie severní Afrika                     | introdukován: obě Ameriky jižní Afrika Austrália a Nový Zéland            | en: House sparrow de: Haussperling                       |
| vrabec hnědoskvrnný                    | Passer rufocinctus Finsch & Reichenow, 1884                              |         | Keňa, Tanzanie                             |                                                                           | en: Kenya sparrow                                        |
| vrabec hnědoskvrnný, (vrabec súdánský) | Passer cordofanicus Heuglin, 1874                                        |         | Jižní Súdán, Čad                           | synonyma: Passer rufocinctus cordofanicus, Passer motitensis cordofanicus | en: Kordofan (rufous) sparrow                            |
| vrabec italský                         | Passer italiae (Vieillot, 1817)                                          |         | Středomoří                                 |                                                                           | en: Italian sparrow                                      |
| vrabec jihoafrický                     | Passer diffusus (A. Smith, 1836)                                         |         | Angola, Zambie                             |                                                                           | en: Southern grey-headed sparrow de: Damarasperling      |
| vrabec kapský                          | Passer melanurus (Müller, 1776)                                          |         | jižní Afrika                               |                                                                           | en: Cape sparrow (Mossie)                                |
| vrabec kapverdský                      | Passer iagoensis (Gould, 1838)                                           |         | Kapverdy                                   |                                                                           | en: Iago sparrow                                         |
| vrabec karakumský                      | Passer zarudnyi Pleske, 1896                                             |         | Střední Asie                               | Někdy je uváděn jako poddruh vrabce pouštního (Passer simplex)            | en: Asian desert sparrow                                 |
| vrabec kaštanový                       | Passer eminibey (Hartlaub, 1880)                                         |         | Východní Afrika                            |                                                                           | en: Chestnut sparrow                                     |
| vrabec moabský                         | Passer moabiticus Tristram, 1864                                         |         | Blízký východ                              |                                                                           | en: Dead Sea sparrow                                     |
| vrabec pákistánský                     | Passer pyrrhonotus Blyth, 1845                                           |         | údolí řeky Indus                           |                                                                           | en: Sind sparrow                                         |
| vrabec pokřovní                        | Passer hispaniolensis (Temminck, 1820)                                   |         | Středomoří, Balkán, Malá Asie Střední Asie |                                                                           | en: Spanish sparrow de: Weidensperling                   |
| vrabec polní                           | Passer montanus (Linnaeus, 1758)                                         |         | Eurasie                                    | introdukován: Severní Amerika Austrálie                                   | en: Eurasian tree sparrow de: Feldsperling               |
| vrabec pouštní                         | Passer simplex (M. H. C. Lichtenstein, 1823)                             |         | Sahara                                     |                                                                           | en: Desert sparrow de: Wüstensperling                    |
| vrabec rezavokřídlý                    | Passer castanopterus Blyth, 1855                                         |         | východní Afrika                            |                                                                           | en: Somali sparrow                                       |
| vrabec rezavý                          | Passer cinnamomeus (Gould, 1836) (syn, Passer rutilans (Temminck, 1836)) |         | jihovýchodní Asie                          |                                                                           | en: Russet sparrow (Cinnamon tree sparrow)               |
| vrabec saxaulový                       | Passer ammodendri Gould, 1872                                            |         | Střední Asie                               |                                                                           | en: Saxaul sparrow                                       |
| vrabec sokoterský                      | Passer insularis P. L. Sclater & Hartlaub, 1881                          |         | Sokotra                                    |                                                                           |                                                          |
| vrabec světlelící                      | Passer motitensis (A. Smith, 1836)                                       |         | jižní Afrika                               |                                                                           | en: Great Sparrow (Southern rufous sparrow)              |
| vrabec Swainsonův                      | Passer swainsonii (Rüppell, 1840)                                        |         | severovýchodní Afrika                      |                                                                           |                                                          |
| vrabec šedohlavý                       | Passer griseus (Vieillot, 1817)                                          |         | tropická Afrika                            |                                                                           | en: Northern grey-headed sparrow                         |
| vrabec zlatý                           | Passer euchlorus (Bonaparte, 1850)                                       |         | jihozápadní Arábie, Somálsko a Džibuti     |                                                                           | en: Arabian golden sparrow de: Jemen-Goldsperling        |
| vrabec žlutobřichý                     | Passer flaveolus Blyth, 1845                                             |         | jihovýchodní Asie                          |                                                                           | en: Plain-backed sparrow de: Gelbbauchsperling           |
| vrabec žlutý                           | Passer luteus (M. H. C. Lichtenstein, 1823)                              |         | subsaharská Afrika                         |                                                                           | en: Sudan golden sparrow de: Braunrücken-Goldsperling    |
| (vrabec nilský, (vrabec Shelleyho))    | Passer shelleyi Sharpe, 1891                                             |         | Jižní Súdán, Etiopie, ...                  |                                                                           | en: Shelley's rufous sparrow (White Nile rufous sparrow) |
| (vrabec svahilský)                     | Passer suahelicus Reichenow, 1904                                        |         | jižní Keňa a Tanzanie                      |                                                                           | en: Swahili sparrow                                      |
| (vrabec ostrovní)                      | Passer hemileucus Ogilvie-Grant & H. O. Forbes, 1899                     |         | ostrov Abd al-Kuri                         |                                                                           | en: Abd al-Kuri sparrow                                  |
|                                        | Passer hiri Kessler, 2013†                                               |         |                                            | vyhynulý druh                                                             |                                                          |
|                                        | Passer minusculus Kessler, 2013†                                         |         |                                            | vyhynulý druh                                                             |                                                          |
|                                        | Passer pannonicus Kessler, 2013†                                         |         |                                            | vyhynulý druh                                                             |                                                          |

## Vrabec
V českém zoologickém názvosloví se rodové jméno vrabec používá ještě pro zástupce rodů Carpospiza, Gymnoris a Petronia.